# Borókapárlat
A borókapárlat olyan égetett szesz, amit a közönséges boróka megerjesztett tobozbogyójából párolnak. Jellegzetes borókaillata a ginére emlékeztet, aminek alkoholtartalma azonban nem borókabogyóból származik.
A tényleges borókapárlatok ritkák, és a „borókapárlatként” ismert hagyományos italok többségét valójában úgy készítik, hogy a borókabogyót különböző hagyományok szerint használják egyéb alkoholok ízesítésére. A minőségi gin készítésekor finomszeszt párolnak le újra boróka és egyéb fűszerek jelenlétében, az ősének tekinthető holland jenever pedig hasonlóan készül, de a hagyományos változatok esetén finomszesz helyett kevésbé finomított gabonapárlatból. A szlovák borovička borókapárlattal kevert finomszesz, míg egyes cseh borovičkák a gin módszerével készülnek. A szerb klekovača kétféle módszerrel készül: szilvapárlatból a gin módszerével, vagy a boróka és szilva vegyes cefréjéből főznek gyümölcspárlatot.
Valódi borókapárlat például a szlovén brinjevec, de előfordul más országokban is, például a magyar Fenyővíz borókapárlat.
A borókapálinka a pálinkatörvény értelmében Magyarországon termett, erjesztett boróka tiszta párlata, ám a pálinka 2004-es eredetvédelme előtt a pálinka szó égetett szeszt jelentett, a borókapálinka kifejezést pedig a borókaízű szeszek gyűjtőneveként használták.
Az Európai Unió törvényei a valódi borókapárlatot a gyümölcspárlatok közé sorolják, míg a hasonló italok a ginek és borókaízesítésű szeszes italok közé tartoznak, és gyakran eredetvédett termékek.